# Oleria quintina
Oleria quintina är en fjärilsart som beskrevs av Felder 1865. Oleria quintina ingår i släktet Oleria och familjen praktfjärilar. Inga underarter finns listade i Catalogue of Life.

## Bildgalleri

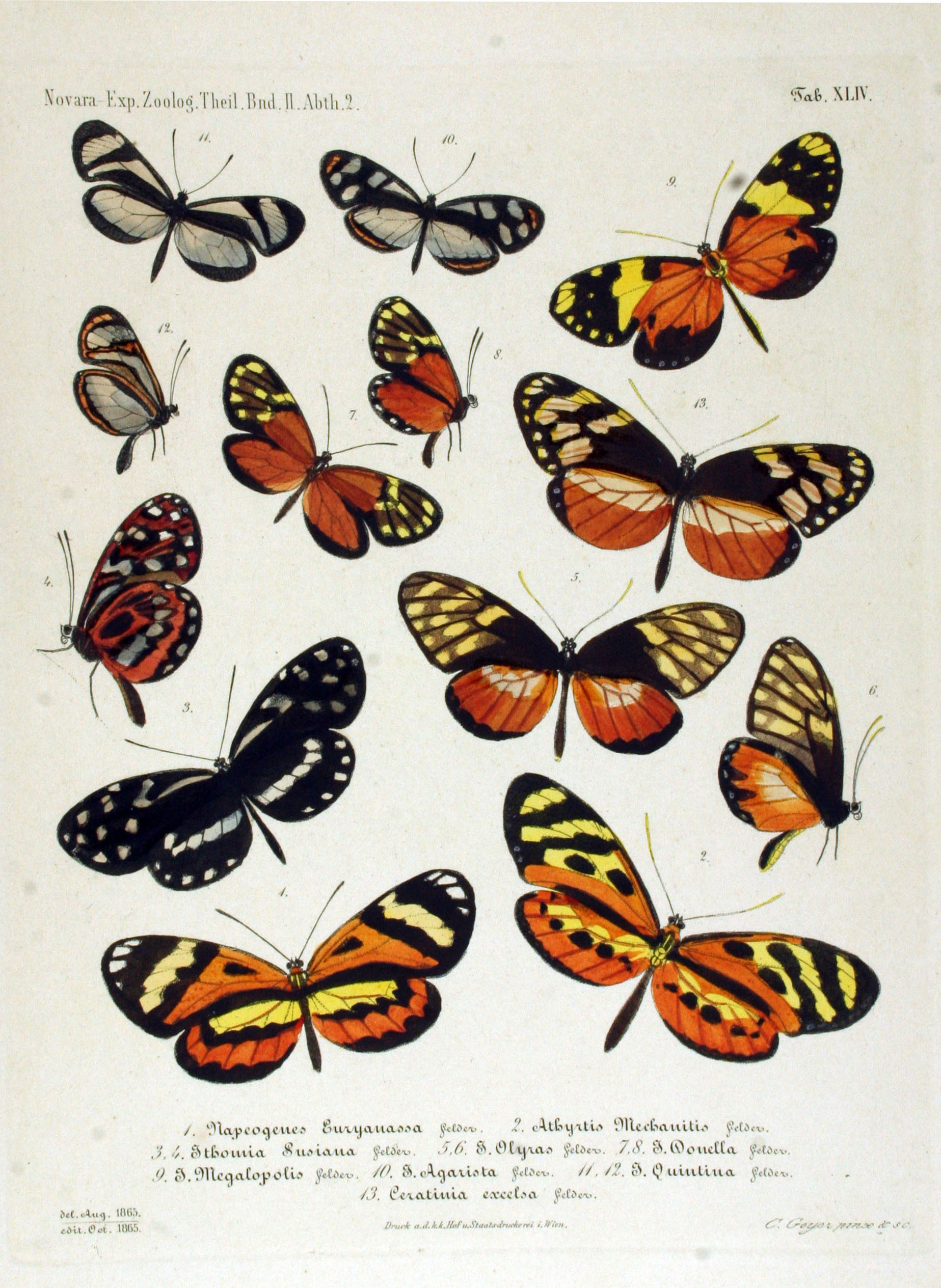